# Ekkehard zur Megede
Ekkehard Albrecht zur Megede (* 19. November 1926 in Reetz in der Neumark; † 24. Februar 2005 in Berlin) war ein deutscher Sportjournalist und Publizist.

## Leben
Nach dem Besuch des Realgymnasiums in Arnswalde absolvierte er ab 1946 ein Volontariat bei der Zeitung Der Tagesspiegel in Berlin, nach der Ausbildung war er dort Redakteur. Von 1950 bis 1963 war er Redakteur der Fachzeitung Leichtathletik. Von 1963 bis zu seiner Pensionierung 1990 war er wieder beim Tagesspiegel. Daneben publizierte er auch in anderen Zeitungen, gelegentlich tat er dies unter dem Pseudonym Ehm Ohm. Daneben verfasste er ein vierbändiges Standardwerk zur Geschichte der olympischen Leichtathletik.
Zur Megede war 1950 Mitbegründer der Association of Track and Field Statisticans, des weltweiten Zusammenschlusses der Leichtathletik-Statistiker. Im Auftrag des Weltleichtathletikverbandes IAAF erstellte er die erste detaillierte Auflistung zur Entwicklung der Leichtathletik-Weltrekorde.

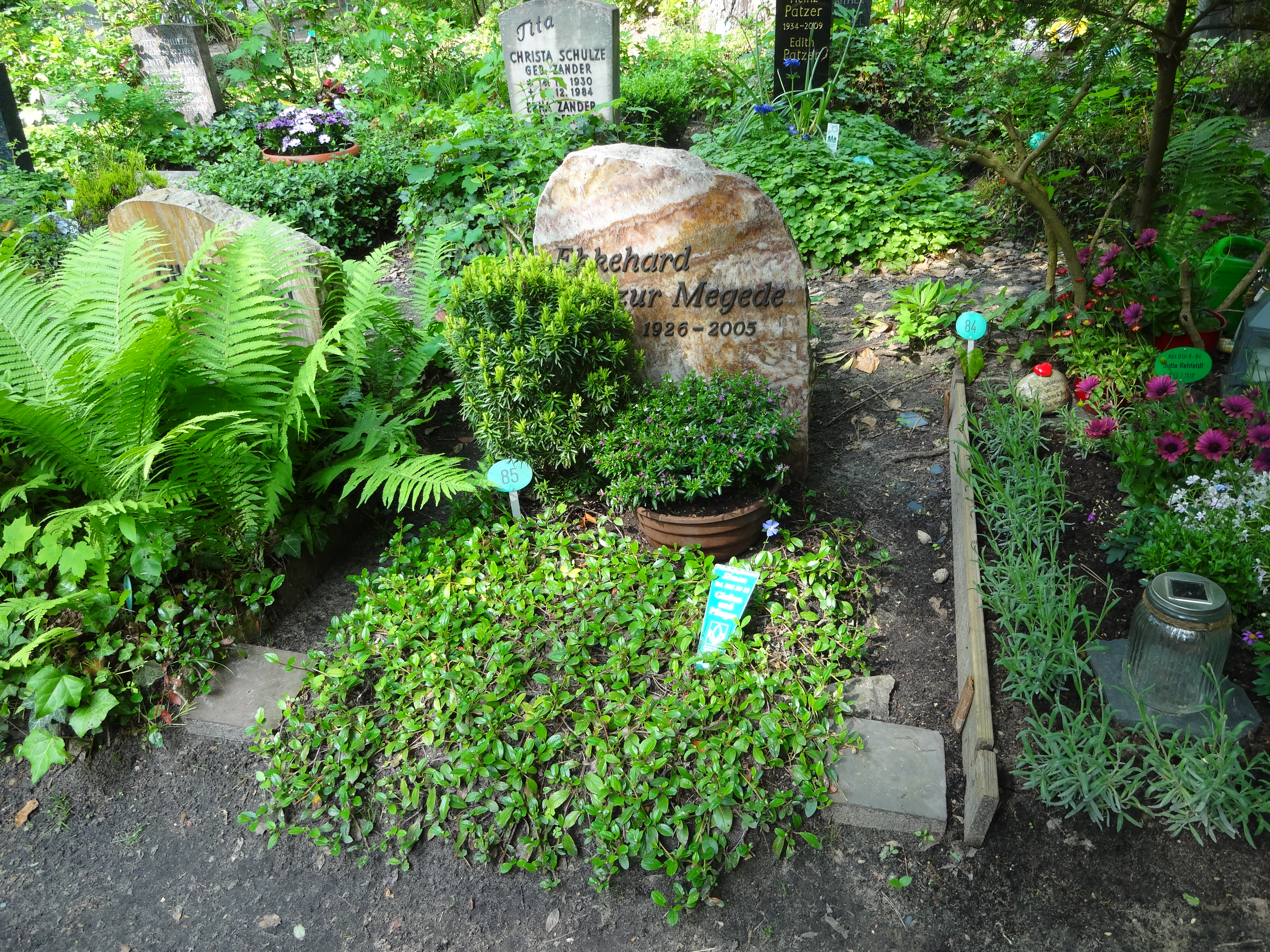
Grab von Ekkehard zur Megede

Ekkehard zur Megede starb im Februar 2005 im Alter von 78 Jahren in Berlin. Sein Grab befindet sich auf dem landeseigenen Friedhof Heerstraße in Berlin-Westend (Grablage: II-Ur 8-85).

## Werke
- … und dann trennten wir uns. Bartels und Wernitz, Berlin 1966
- Entwicklung der Weltrekorde. Bartels und Wernitz, München-Berlin-Frankfurt 1972
- Die Geschichte der olympischen Leichtathletik. 1. Band: 1896–1936. Bartels und Wernitz, München-Berlin-Frankfurt 1968
- Die Geschichte der olympischen Leichtathletik. 2. Band: 1948–1968. Bartels und Wernitz, München-Berlin-Frankfurt 1969
- Die olympische Leichtathletik. Band III. Justus von Liebig Verlag, Darmstadt 1984. ISBN 3873900785
- The Modern Olympic Century. 1896–1996. Track and Field Athletics. Berlin 1999 (publiziert über Deutsche Gesellschaft für Leichtathletik-Dokumentation e. V.)